# 1929 ve filmu

## Události
Začaly se udílet ceny americké Akademie filmového umění a věd, tedy Oscary.

## Filmy
- 29. března 1929 – premiéra filmu Kainovo znamení (Ve spárech hříšné ženy), němý film, námět: Zdeněk Rón (povídka Vrah z knihy Proudy a přístavy), scénář a režie: Oldřich Kmínek, vyrobil Interfilm, filmováno v roce 1928. České titulky zpracoval a režii české verze měl Zdeněk Sirový. Hráli: Václav Norman, Josef Šváb-Malostranský, Antonie Nedošinská, Anita Janová, Egon Thorn, Bronislava Livia.[1][2]

## Narození
- 22. března – P. Ramlee, malajský herec a zpěvák († 1973)